# Filip Ivanović
Filip Ivanović (in serbo Филип Ивановић?; Aranđelovac, 13 febbraio 1992) è un calciatore serbo, difensore del So'g'diyona.